# Irish Journal of Agricultural & Food Research
Irish Journal of Agricultural & Food Research is een Iers, aan collegiale toetsing onderworpen wetenschappelijk tijdschrift op het gebied van de landbouwkunde en levensmiddelentechnologie. De naam wordt in literatuurverwijzingen meestal afgekort tot Ir. J. Agr. Food Res. Het wordt uitgegeven door de Agriculture and Food Development Authority.